# Grupo irmão
Grupo irmão e táxon irmão são as designações usadas em sistemática e em cladística para denotar os agrupamentos taxonómicos que incluem os parentes mais próximos numa árvore filogenética. O conceito é utilizado em filogenia para denotar os grupos que partilham um ancestral comum e que por isso representam ramos divergentes (paralelos) em cada ramificação da árvore filogenética.

## Descrição
O conceito de grupo irmão pode ser facilmente ilustrado recorrendo ao seguinte cladograma:
|  | \| \| A \| \| \| \| \| \| B \| \| \| \| |
|  |                                         |
|  | C                                       |
|  |                                         |
|  | A                                       |
|  |                                         |
|  | B                                       |
|  |                                         |

|  | A |
|  |   |
|  | B |
|  |   |

Nele é possível de imediato identificar B como o grupo irmão de A, relação que é simétrica, pelo que, obviamente, A é também o grupo irmão de B. Da mesma forma, os dois grupos (A e B) são, conjuntamente, o grupo irmão de C, e vice-versa. Pela mesma lógica, cada um destes grupos, incluindo todos os restantes descendentes do seu último antepassado comum, constitui um clado (ou ramo). Por sua vez, todo o cladograma enraíza numa árvore filogenética maior, oferecendo assim mais grupos irmãos, progressivamente mais afastados, mas sempre ligados por um ancestral comum.
De acordo com as normas cladísticas, A, B, e C podem aqui representar espécimes, espécies ou agrupamentos taxonómicos de qualquer categoria. Nos casos em que representam espécies, o termo espécies irmãs é por vezes utilizado.
O termo grupo-irmão é sempre usado no contexto de uma análise filogenética. Apenas os grupos considerados na análise são rotulados como grupos irmãos. Um exemplo frequentemente citado é o caso das aves, agrupamento taxonómico cujo grupo irmão é aquele que agrupa os crocodilos. Este tipo de relação é, no entanto, apenas verdadeiro quando aplicado a táxons "extantes" (não extintos), pois na realidade a árvore de família das aves está enraizada nos dinossauros, incluindo um grande número de grupos que se ramificam antes de atingir o último ancestral comum de aves e crocodilos.
Assim, o grupo irmão deve ser visto como um termo relativo, com a ressalva de que o grupo irmão é o parente mais próximo apenas entre os grupos, espécies ou espécimes incluídos na análise.